# Gwendoline Eastlake-Smith
Gwendoline Eastlake-Smith (n. 14 august 1883, Greater London, Anglia, Regatul Unit al Marii Britanii și Irlandei – d. 18 septembrie 1941, Middleham, Anglia, Regatul Unit) a fost o jucătoare de tenis britanică, medaliată olimpică. A participat la o ediție a Jocurilor Olimpice (1908) în care a câștigat o medalie de aur.

## Participări
Lista de mai jos prezintă principalele competiții la care a participat Gwendoline Eastlake-Smith de-a lungul carierei.
- tennis at the 1908 Summer Olympics – women's indoor singles[*]